# Ingooigem
Ingooigem, Ingoyghem en français, (en flamand occidental Yvegem) est une section de la commune belge d'Anzegem, en province de Flandre-Occidentale. C'était une commune à part entière avant la fusion des communes de 1977.

## Démographie

### Évolution démographique
- Sources : INS, Rem. : 1831 jusqu'en 1970 = recensements, 1976 = nombre d'habitants au 31 décembre[2].

## Étymologie
Le nom d'Ingooigem vient du mot germanique Ingwihaheim. Ingooigem, appelé par ses habitants Yvegem.

## Personnalités
Stijn Streuvels célèbre écrivain flamand,, y avait élu domicile.
Hugo Verriest, le curé poète qui fut un bon ami de Streuvels. Leurs tombes se trouvent fraternellement l'une à côté de l'autre, le long du mur latéral de l'église Saint-Antoine (Sint-Antoniuskerk).
On y trouve le Cimetière militaire d'Ingoyghem.

## Het Lijsternest

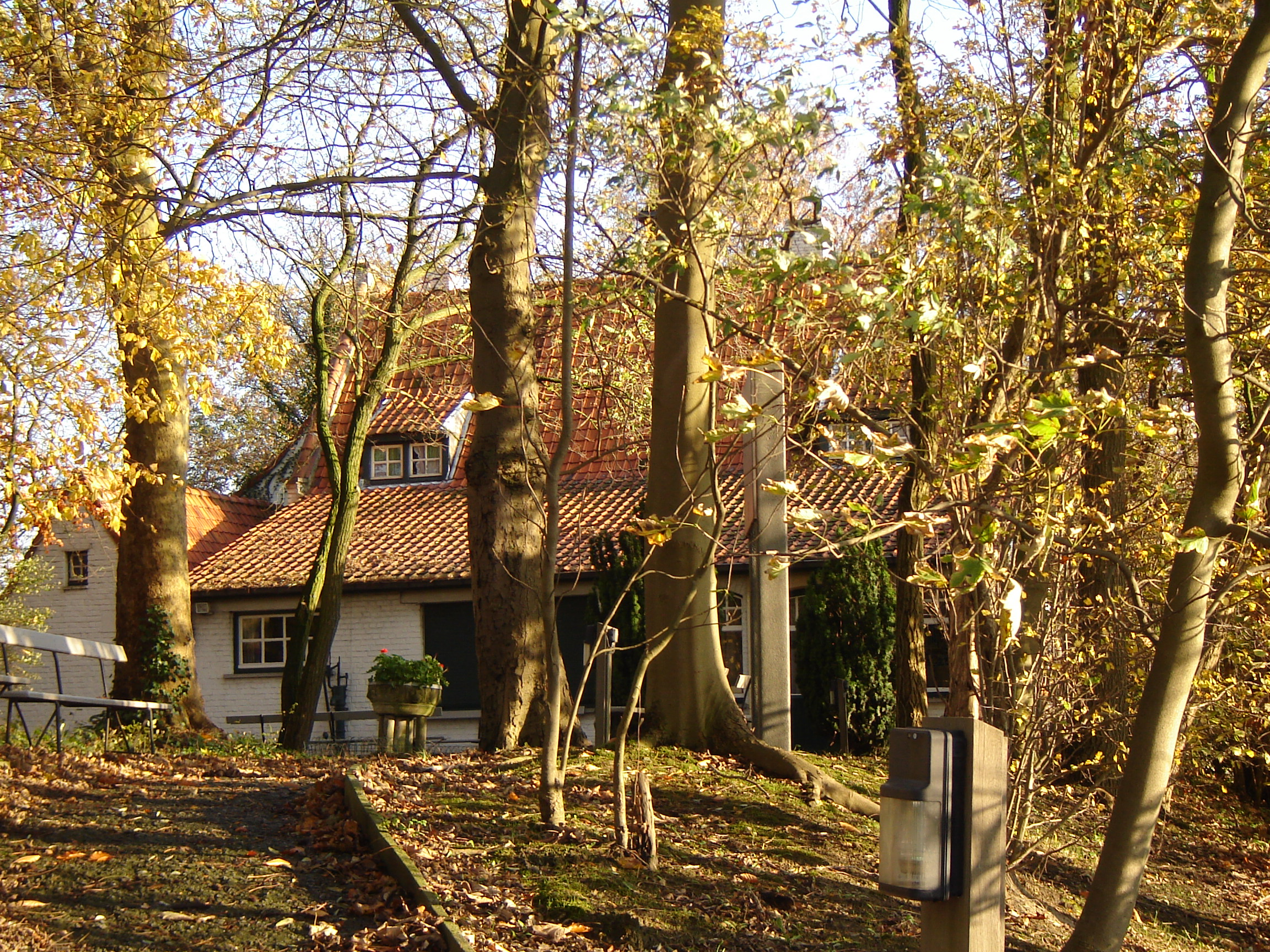
Het Lijsternest.

Het Lijsternest (en français : « Le nid de grive ») est la maison de l'écrivain Stijn Streuvels. Elle se trouve au sommet d'une butte, De kleitkop.
La villa (1905) a été conçue par l'architecte brugeois Joseph Viérin et a été construite en plusieurs phases.
Depuis le bureau (où Streuvels écrivait la plupart du temps), on a toujours une vue impressionnante sur un morceau intact de paysage streuvelsien. Au-dessus de sa table de travail, est écrite la célèbre devise Nulla dies sine linea (pas un jour sans une ligne).
Het Lijsternest est désormais un musée provincial ouvert au public. C'est également le point de départ d'un chemin de randonnée : Het Streuvelspad.

## Galerie

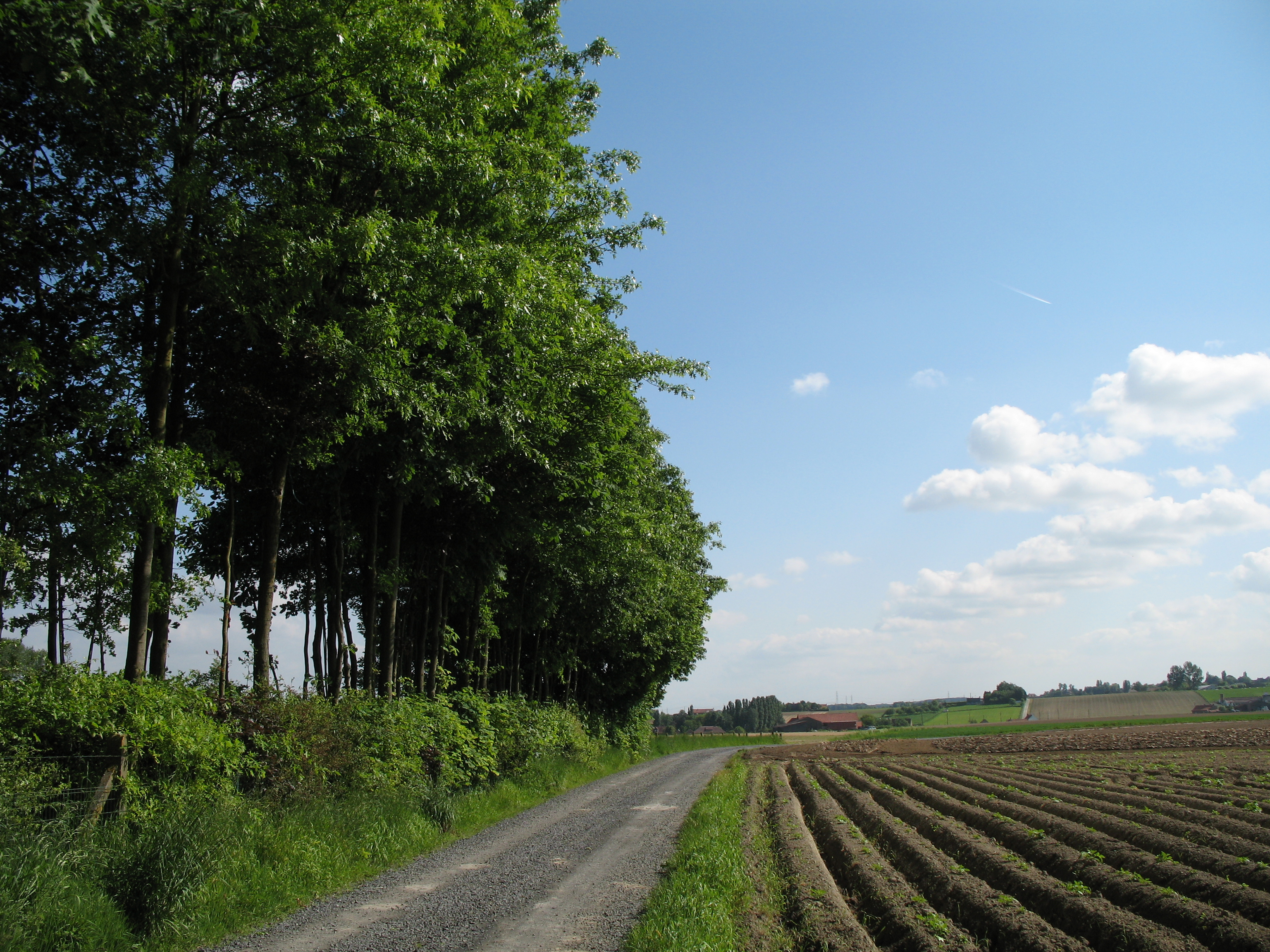
La campagne, avec les pentes de la colline du Tiegemberg à droite.
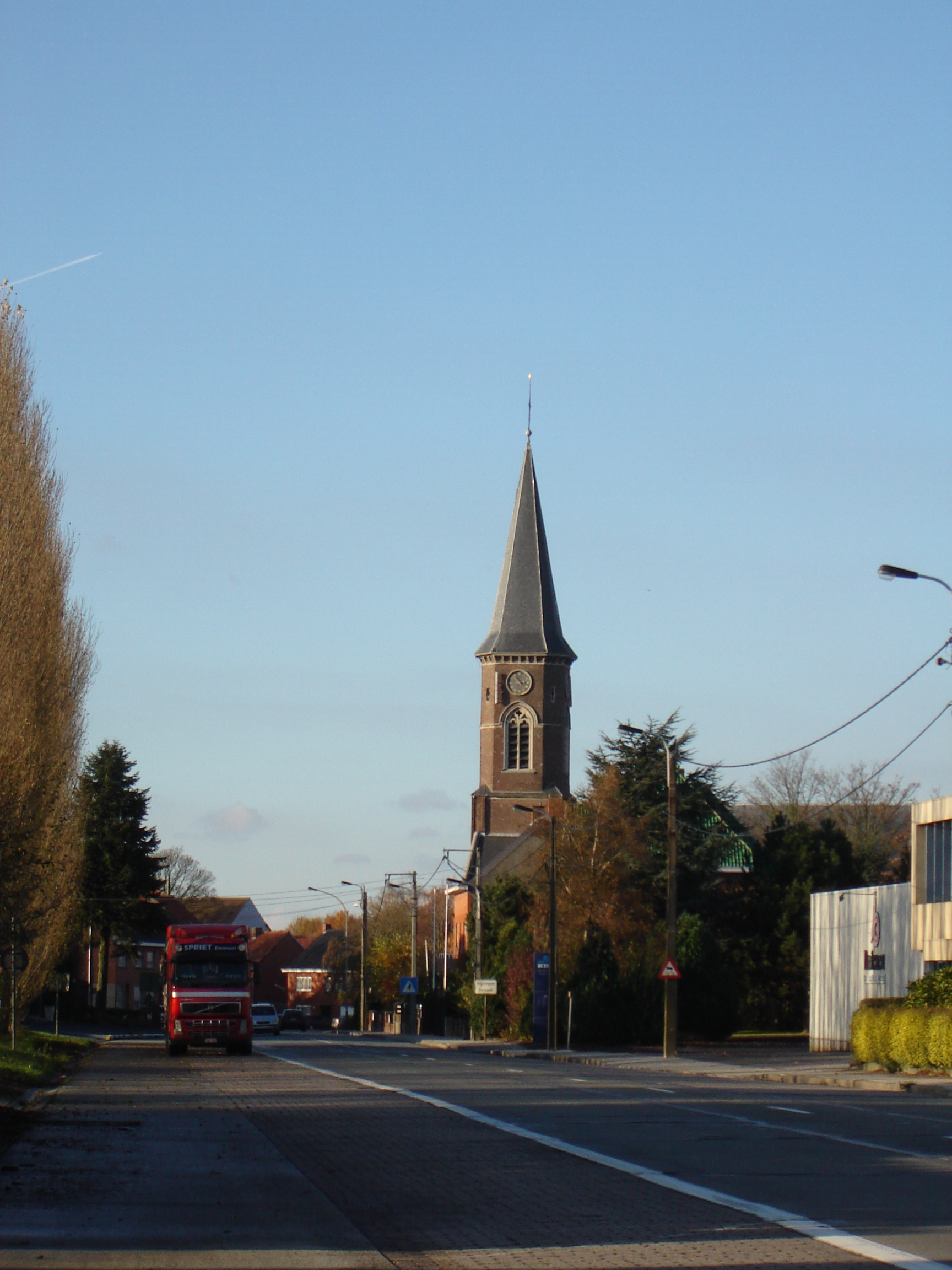
Le village et l'église.
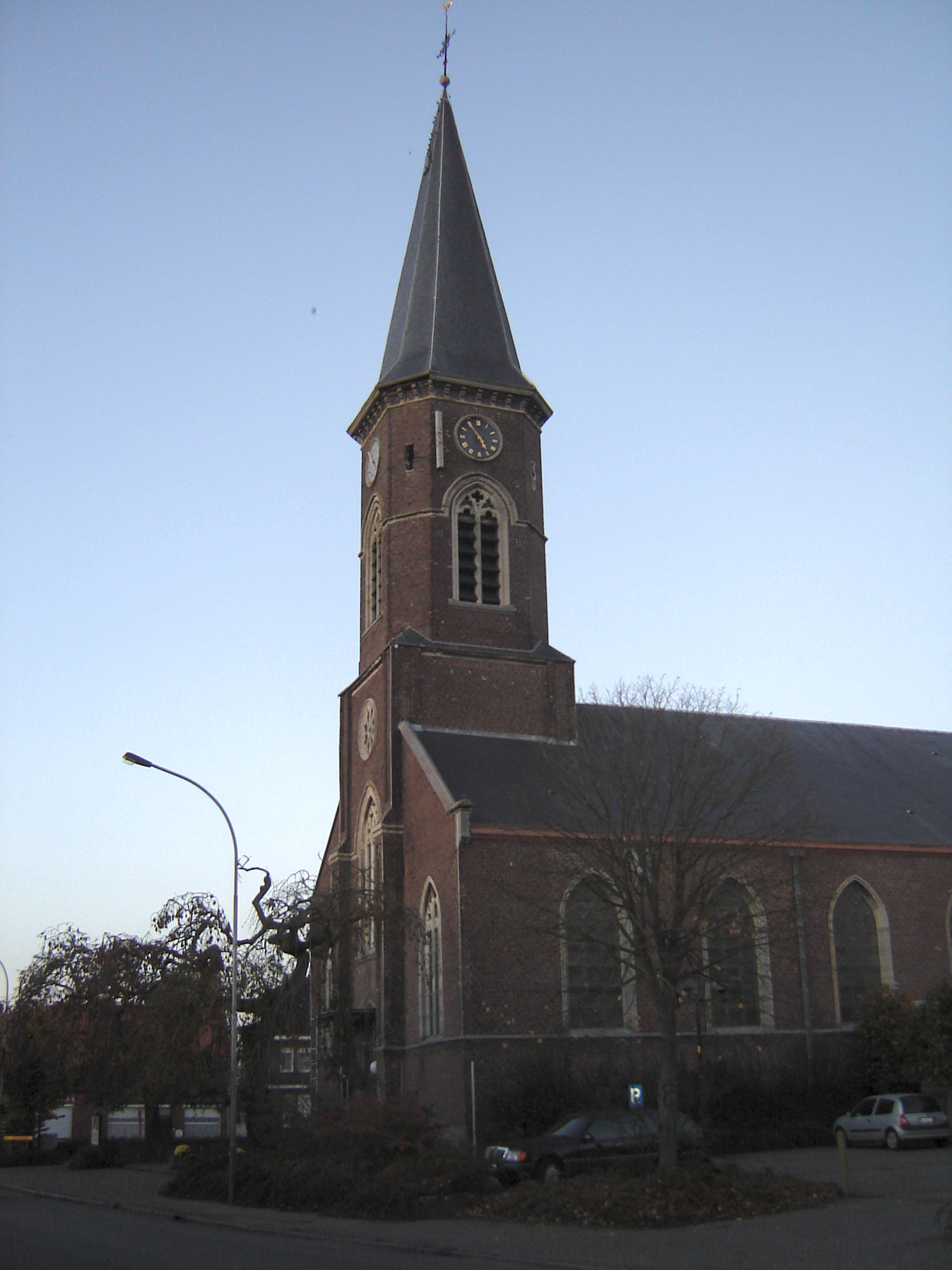
Église Saint-Antoine.
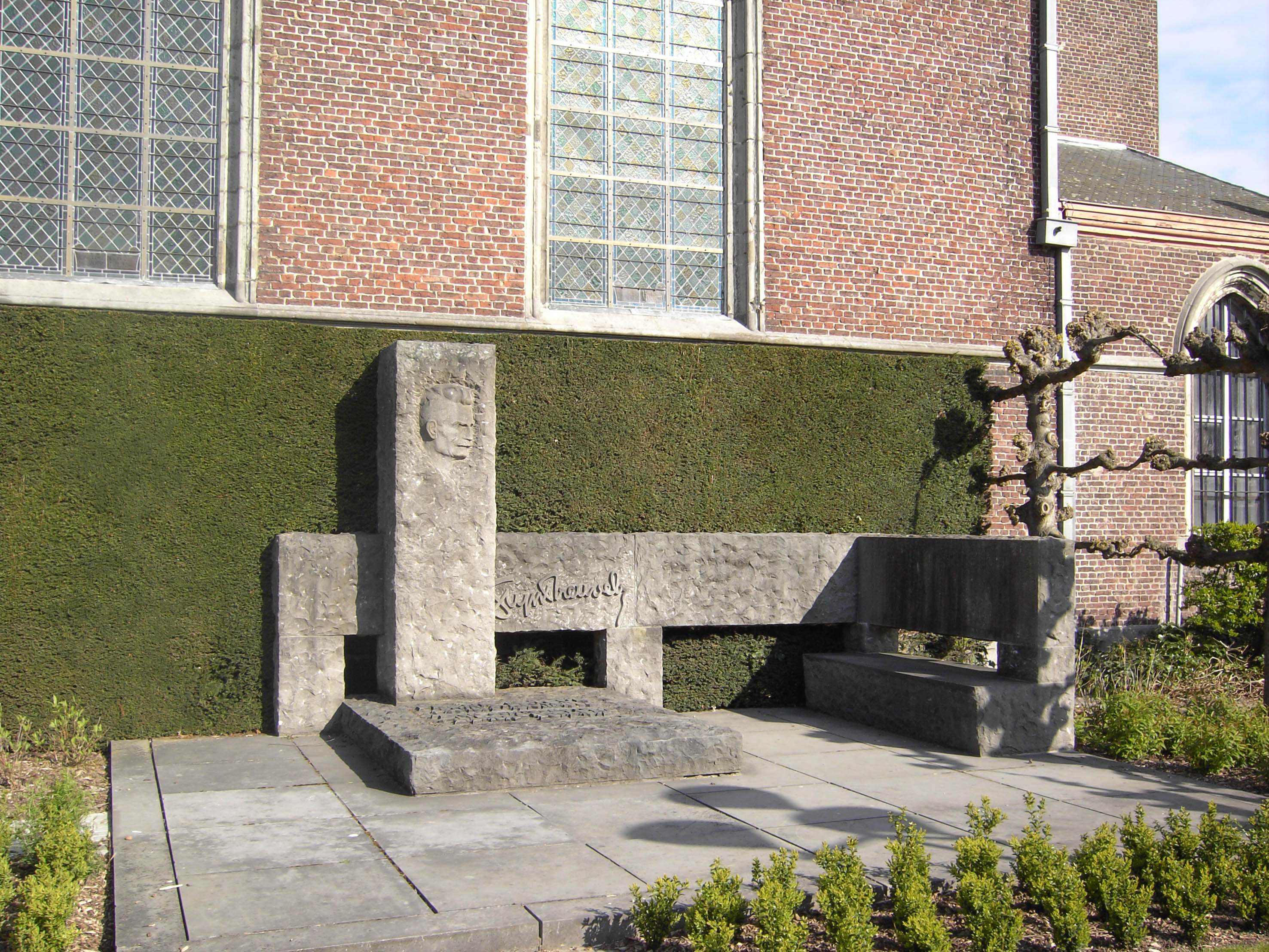
Tombe de Stijn Streuvels.
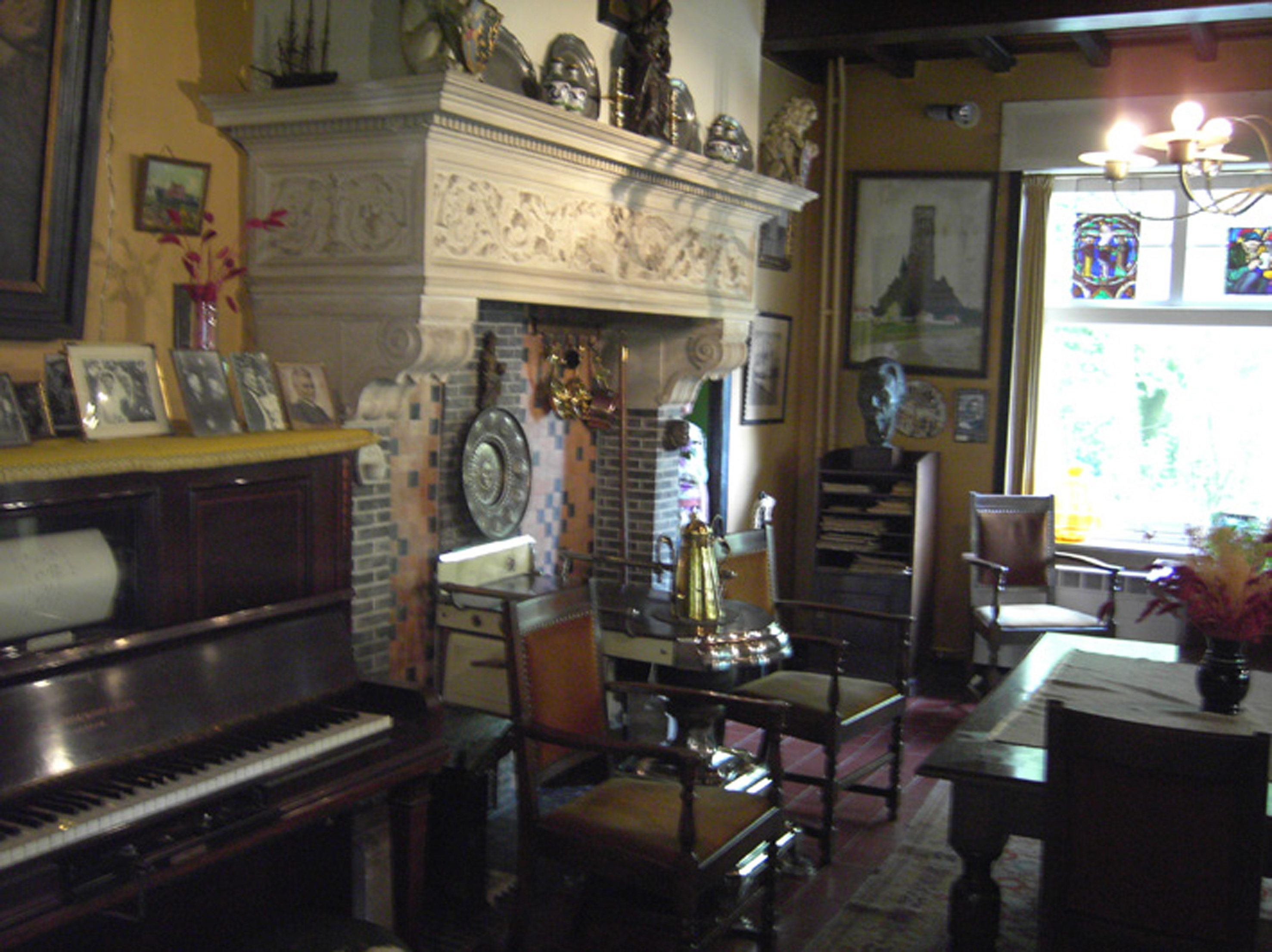
Salle de séjour à Het Lijsternest.
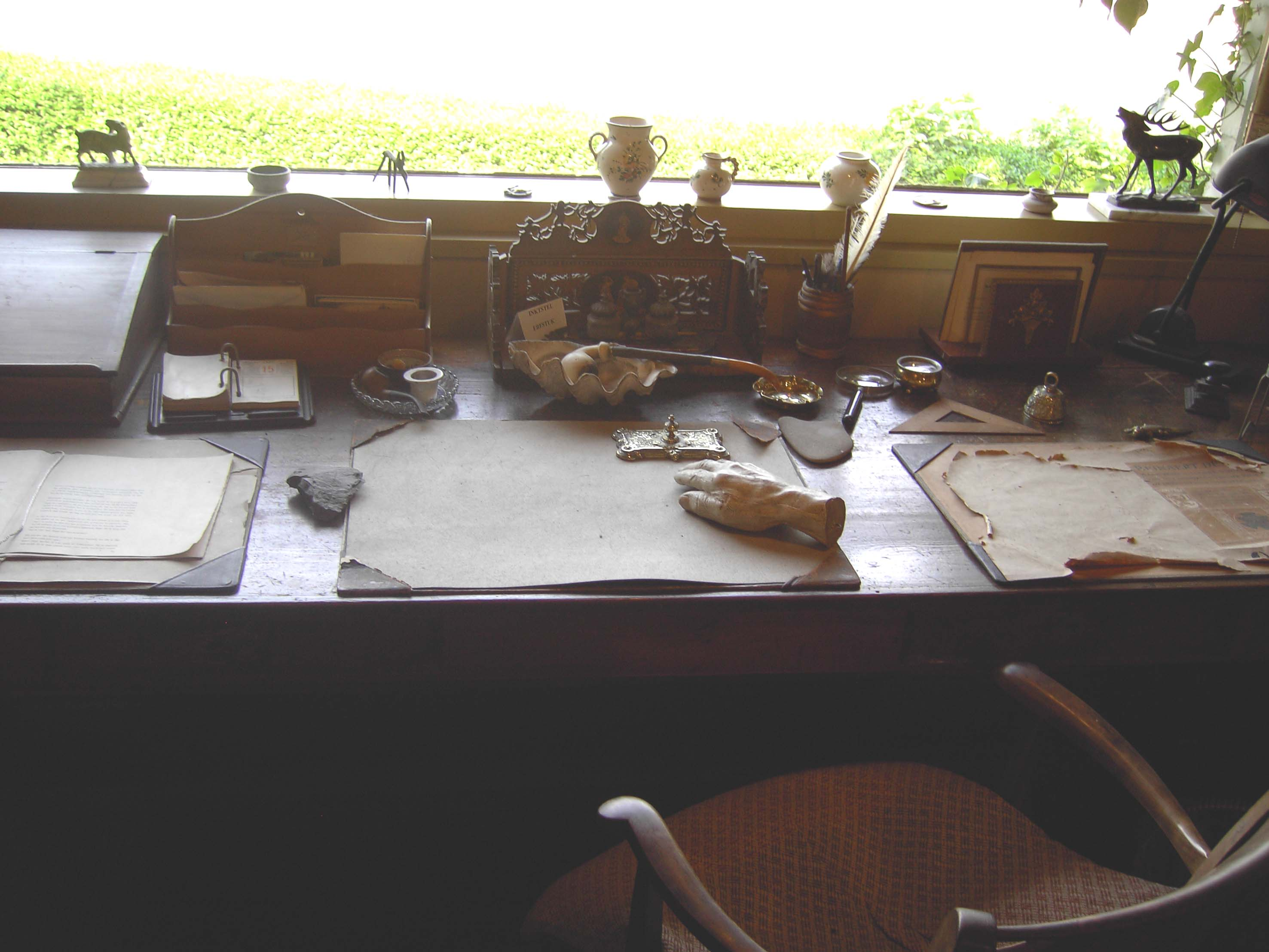
Bureau de Stijn Streuvels.